# 益井信
益井 信（ますい しん、1866年（慶応2年） - 1914年（大正3年）4月18日）は、明治期の眼科医、政治家、部落改善運動家。旧姓は仁木作之助。

## 概要
山城国綴喜郡井手村の資産家の家に生まれる。愛宕郡蓮台野村の眼科医・益井茂平の娘・しずと結婚。益井家の養子となり、益井信を名乗る。茂平から継いだ益井療眼院を発展させ、事業を拡大。眼科医として活動する傍ら、愛宕郡野口村会議員の役職に就く。1909年（明治42年）、部落改善のために組織された「鶏鳴会」（初代会長は野口村村長の井上維平）に参加し、翌年には井上の後を継いで会長となり中心となって活動する。他、孤児院への寄付など地域の名士として慈善活動に取り組んだ。

## 士族編入
1900年（明治33年）7月12日、内務大臣の許可により益井家の士族編入が認められる。士族株を買わずに願い出て士族になった稀な例とされる。背景に1897年（明治30年）11月の家禄賞典禄処分法の公布（1876年に秩禄処分を受けてない者などが、1年以内に限り公債証書の給与を願い出ることができる）があり、同月19日、大阪朝日新聞に以下の記事が掲載される。
同19日、益井家の士族編入を祝い西陣大観楼で京都府知事の高崎親章を始め、下鴨警察署長、愛宕郡長ら地元の名望家・素封家数十人を招いて祝宴が開かれた。

## 家族・親族
益井家
- 養祖父・元右衛門（1804年 - 1885年）
- 養父・茂平（1833年 - 1903年）
- 妻・しず[2]（? - ?）